# 向影心
向影心（？—20世纪），原名向邵英，代号裙带花，陕西西安人，中华民国女性政治人物，军统特务。
生卒年不详。原戴笠手下，曾设计刺杀殷汝耕。后为毛人凤之妻。